# Bataille de Yellow Ford
guerre de neuf ans en Irlande
Batailles
- Clontibret
- Yellow Ford
- Col de Curlew
- Kinsale

La bataille de Yellow Ford (en irlandais : Béal an Átha Buidhe) se déroula dans le comté d'Armagh, au sud de l'Ulster, près de la rivière Blackwater, le 10 août 1598, pendant la guerre de neuf ans en Irlande. Elle mit aux prises l'armée irlandaise autochtone, commandée par Hugh O'Neill et Hugh Roe O'Donnell, et une force expéditionnaire anglaise, commandée par Henry Bagenal. Partant d'Armagh, les Anglais se proposaient d'aller secourir le fort de Portmore, situé sur la rivière Blackwater, assiégé par les Irlandais. Mais ils tombèrent dans une embuscade bien préparée, et ils furent mis en déroute avec de lourdes pertes.
Bagenal, sortant son arme de Tolède, jura
De secourir Portmore, sur l'épée d'un soldat.
The Battle of Beal-an-Ath Buidh, poème de William Drennan

## Les parties en présence
Bagenal était un colon anglais de Newry, propre beau-frère d'O'Neill, qui avait épousé contre son gré sa sœur Mabel. Il commandait les forces anglaises, composées de 4 000 hommes, des Irlandais pour la plupart, répartis en trois compagnies d'infanterie, une section de mousquetaires et une unité de cavalerie, et de plusieurs pièces d'artillerie. Les forces d'O'Neill provenaient des clans O'Neill, O'Donnell et de leurs vassaux. Il disposait également d'un nombre substantiel de mercenaires à sa solde, venant des Highlands d'Écosse. Les troupes anglaises possédaient l'armement classique de l'époque, piques et mousquets pour l'infanterie, épées et pistolets pour la cavalerie. Les Irlandais portaient leurs armes traditionnelles, épées, pistolets et javelots, mais aussi des piques et des mousquets, principalement des couleuvrines à main, version plus légère et plus portative du mousquet standard. O'Neill rétribuait également des conseillers militaires anglais et espagnols, qui entraînaient ses troupes à manier le matériel de guerre moderne. Beaucoup de cavaliers irlandais portaient leurs épées sur l'épaule, les plongeant ou les lançant, selon leur habitude traditionnelle, au moment du corps à corps.

## La bataille
La région que les Anglais devaient traverser était accidentée, boisée, et parsemée de marais, la rendant propice aux embuscades. O'Neill avait aussi disposé en travers du chemin, qui devait être emprunté, des obstacles, murets ou tranchées, destinés à ralentir la marche des troupes. Les tranchées avaient été remplies d'épines pour empêcher le passage des chevaux. Le 10 août, les Anglais levèrent le camp avant l'aube au son d'une musique militaire, mais dès qu'ils quittèrent Armagh, ils furent harcelés par des tirs de mousquet et des jets de javelots venant des forces irlandaises dissimulées dans les bois. Cela entraîna la segmentation des trois compagnies anglaises d'infanterie, à chaque fois que l'une d'elles s'arrêtait pour répondre à l'attaque rapide qu'elle avait à affronter. La difficulté rencontrée par les Anglais s'accentua lorsqu'une de leurs pièces d'artillerie s'embourba, et qu'une partie de la colonne resta sur place pour essayer de la dégager.
À ce moment-là, Bagenal fut frappé en plein front par une balle de mousquet, qui le tua sur le coup, ce qui démoralisa encore plus ses troupes, et, pour ajouter à la confusion, la réserve de poudre des Anglais explosa, apparemment mise à feu accidentellement par la mèche d'un mousquet. Profitant du désordre parmi les rangs ennemis, la cavalerie irlandaise, suivie de fantassins armés d'épées, fondit sur la tête de la colonne. Les troupes anglaises furent taillées en pièces au lieu-dit « yellow ford » (« Átha Buidhe » en irlandais, le « gué jaune » en français), qui donna son nom à la bataille. Certaines sources affirment que les Irlandais décapitèrent les Anglais blessés survivants, laissés sur place après la bataille. Le reste des forces anglaises dut rebrousser chemin, et se battre pour tenter de rejoindre Armagh. Ceux qui purent y parvenir furent poursuivis jusqu'au bout, et les Irlandais encerclèrent la ville.
Les Anglais perdirent entre 1 500 et 2 000 hommes, incluant leur général et 18 commandants et officiers, plus beaucoup de blessés. Plusieurs centaines de soldats passèrent dans le rang des rebelles. Les Anglais avaient abandonné leur artillerie, leurs munitions et leur approvisionnement, ainsi que le coffre de l'armée contenant 12 000 pièces d'or. Globalement, sur plus de 4 000 soldats anglais qui avaient quitté Armagh, à peine plus de 2 000 rejoignirent la ville après la bataille. De plus ceux qui avaient réussi se retrouvèrent quasiment prisonniers, la ville étant encerclée par les forces irlandaises. La cavalerie anglaise avait pu se dégager et avait filé vers le sud pour échapper aux Irlandais. Après trois jours de négociation, les troupes anglaises purent quitter la ville, à condition d'y laisser leurs armes et leurs munitions. Elles furent évacuées par mer depuis Newry jusqu'à Dublin. Le fort de Portmore, qui devait être secouru par la colonne anglaise, se rendit immédiatement à O'Neill. Les pertes d'O'Neill s'élevaient à environ 200 tués et 600 blessés. Pendant les deux années suivantes, O'Neill parvint à étendre sa rébellion à toute l'Irlande, mais il finit par être battu à la bataille de Kinsale en 1601, et fut forcé de se rendre en 1603.